# Jüdische Gemeinde Flehingen
Eine Jüdische Gemeinde in Flehingen, einem Stadtteil von Oberderdingen im nördlichen Baden-Württemberg, ist seit dem 16. Jahrhundert nachgewiesen. Die Gemeinde hatte 1832 ihre größte Mitgliederzahl mit 167 Personen (14 % der Gesamteinwohnerschaft), wurde dann durch Ab- und Auswanderung nach und nach kleiner und erlosch zur Zeit des Nationalsozialismus.

## Geschichte

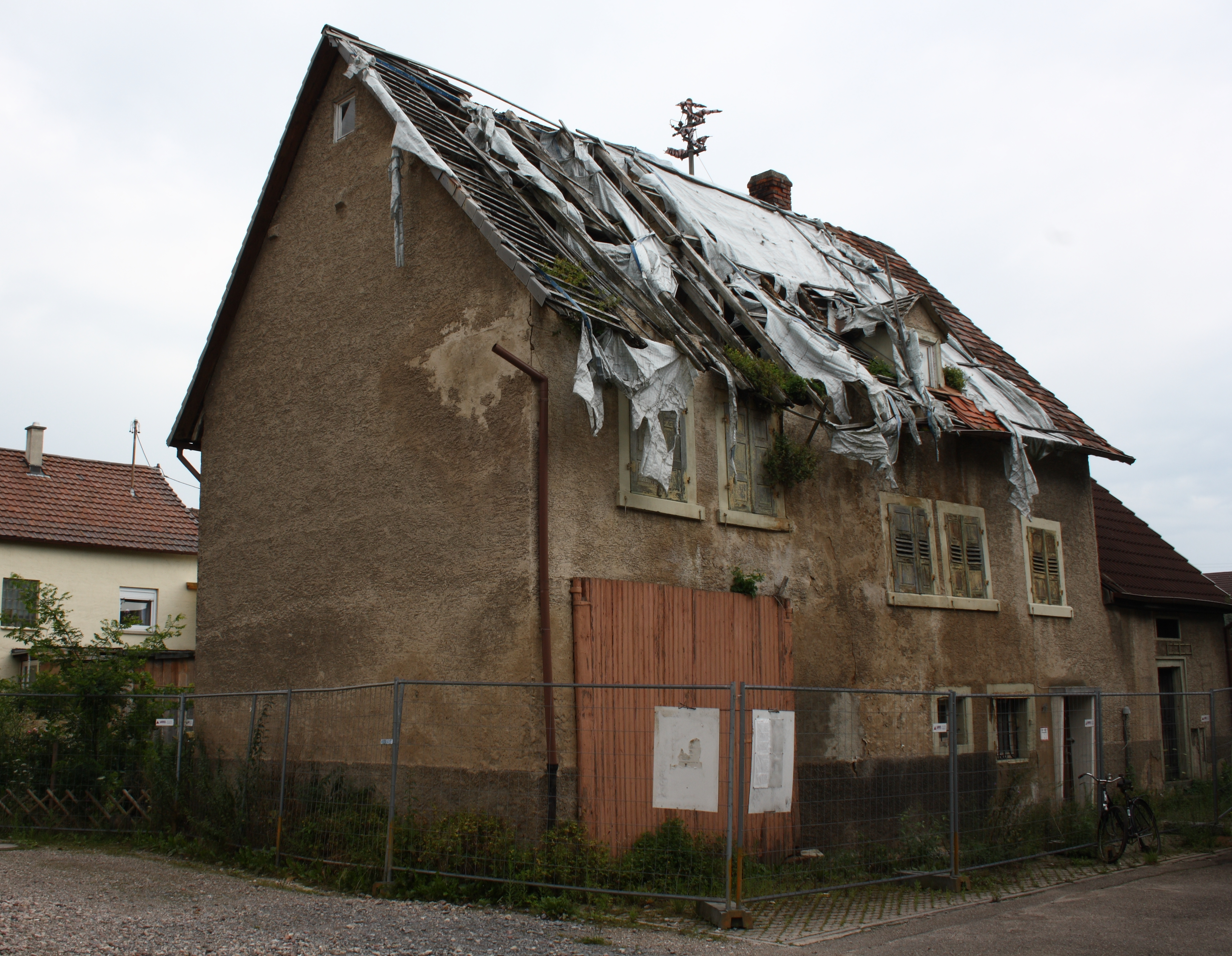
Die Alte Synagoge in Flehingen, Aufnahme vom Juli 2011

Juden sind in Flehingen erstmals 1548 nachgewiesen. Nach den Wirren des Dreißigjährigen Krieges nahm der Grundherr Wolff-Metternich wieder Juden im Ort auf. Ihre Zahl wurde Ende des 17. Jahrhunderts in Flehingen auf zehn Familien begrenzt. Im Jahr 1688 wurde der jüdische Friedhof Flehingen an der Gochsheimer Straße angelegt. Im 18. Jahrhundert wurde eine erste Synagoge erbaut, die bis 1874 benutzt wurde und deren Gebäude sich bis zum Abriss im Februar 2016 als Alte Synagoge erhalten hatte.
Die jüdische Gemeinde, zu der auch die Juden in Sickingen und bis 1900 auch die Juden in Bauerbach zählten, wurde 1827 dem Bezirksrabbinat Bretten zugeteilt. In Flehingen selbst gehörten der jüdischen Gemeinde 160 Personen an, damit war es die größte jüdische Gemeinde im Bezirksamt Bretten. In Sickingen lebten im Wesentlichen nur zwei jüdische Familien. In Bauerbach gab es dagegen um 1825 bereits knapp 70 Juden, die eine eigene Synagoge und eine eigene Mikwe hatten. Die Juden aus Bauerbach wanderten größtenteils noch vor 1900 ins nahe Bretten ab, so dass sich die Bauerbacher Gemeinde 1894 auflöste. Die dortige Synagoge wurde zu einem Wohnhaus umgebaut.
Im 19. und 20. Jahrhundert lebten die jüdischen Familien überwiegend vom Viehhandel oder hatten Ladengeschäfte, in Bauerbach vorwiegend Metzgereien. Ihr Wohngebiet konzentrierte sich in Flehingen auf das Hinterdorf, auch Judengasse genannt, heute die Samuel-Friedrich-Sauter-Straße. Von 1918 bis 1933 gab es in Flehingen fünf jüdische Vereine: Israelitischer Frauenverein (Unterstützung Hilfsbedürftiger, Bestattung), Israelitische Frauen- und Mädchengruppe Agudas Israel (1918), Israelitischer Männerverein (Bestattung) und Talmudkurs (Schiur lesen am Sabbat).

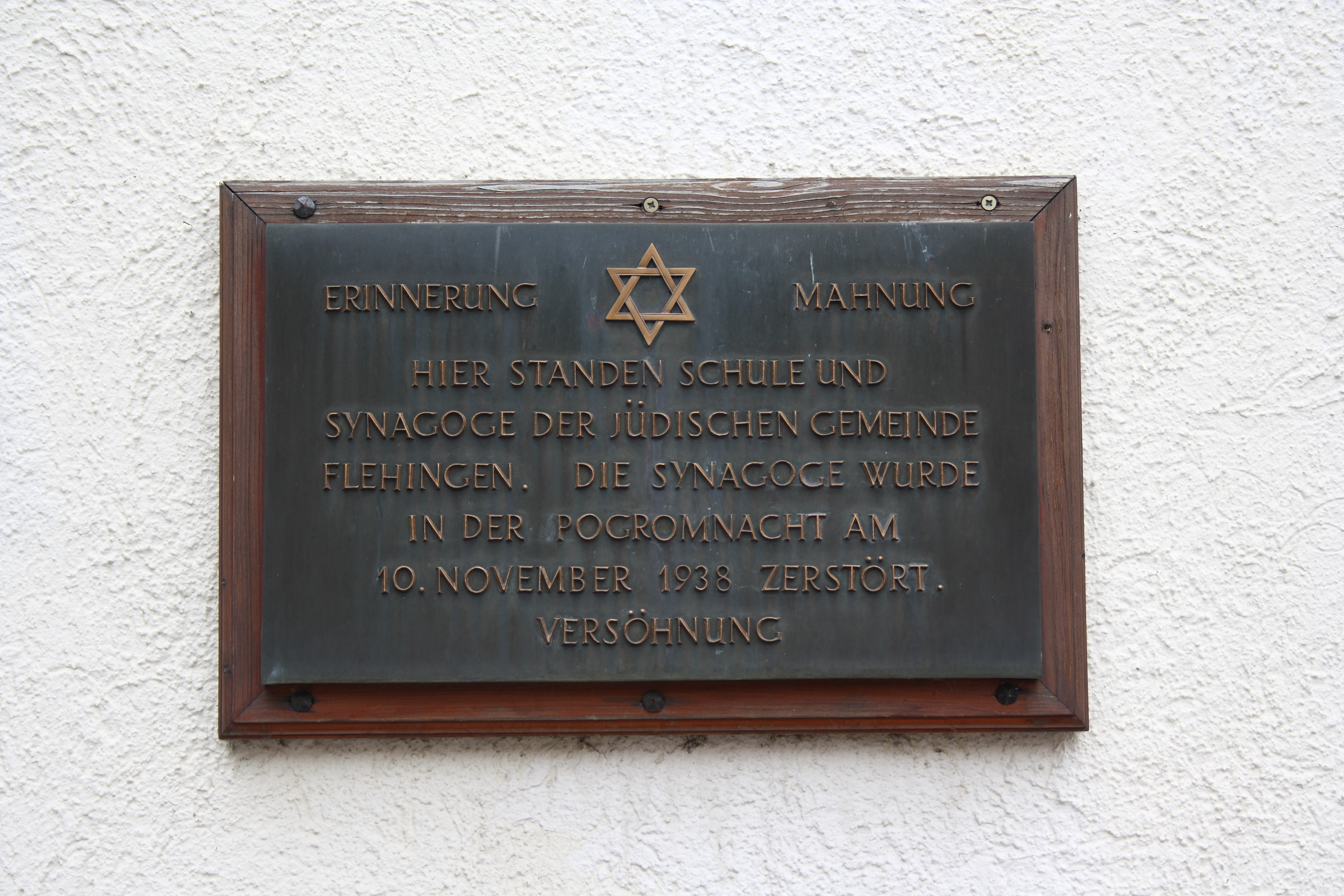
Gedenktafel zur Erinnerung an die zerstörte Neue Synagoge

Im Jahr 1874 wurde in Flehingen eine neue Synagoge errichtet. Sie wurde beim Novemberpogrom 1938 völlig zerstört und 1940 abgebrochen.

## Nationalsozialistische Verfolgung
Von den 1933 in Flehingen wohnenden 59 jüdischen Mitbürgern kamen mindestens 17 durch die nationalsozialistische Verfolgung ums Leben.
Das Gedenkbuch des Bundesarchivs verzeichnet 42 in Flehingen geborene jüdische Bürger, die dem Völkermord des nationalsozialistischen Regimes zum Opfer fielen.
Für viele ermordete Flehinger Juden wurden auf Initiative des Geschichte-Leistungskurses des Brettener Melanchthon-Gymnasiums in den letzten Jahren Stolpersteine verlegt.

## Persönlichkeiten
- Bedeutendste jüdische Persönlichkeit aus Flehingen war Jakob Barth (1851–1914), einer der bekanntesten Orientalisten seiner Zeit.
- Lazarus Schlessinger (geboren 1842/43 in Flehingen; gestorben im Juli 1924 ebenda), Bezirksrabbiner in Bretten.
- Simons Lazarus Flegenheimer (geboren ca. 1723 in Flehingen; gestorben am 8. Mai 1793 in Darmstadt), Landesrabbiner in Mühringen und Darmstadt.
- Isak Flehinger (geboren 1736; gestorben am 25. April 1818 in Flehingen), Sohn von Veit Flehinger und verheiratet mit Kela Flehinger. Isak Flehinger war von ca. 1768 bis zu seinem Tod 1818 ritterschaftlicher Landesrabbiner in Flehingen mit Zuständigkeit für die jüdische Gemeinde Flehingen und die benachbarten Gemeinden.
- Veit Flehinger (geboren am 12. Juli 1769 in Flehingen; gestorben am 25. Dezember 1854 in Bretten), Sohn des Isak Flehinger, Bezirksrabbiner in Bretten.
- Baruch Hirsch Flehinger (geboren 1809 in Flehingen; Gestorben 1890), Bezirksrabbiner in Merchingen.

## Gemeindeentwicklung
| Jahr | Gemeindemitglieder |
| ---- | ------------------ |
| 1734 | 014 Personen       |
| 1832 | 167 Personen       |
| 1844 | 158 Personen       |
| 1871 | 132 Personen       |
| 1887 | 141 Personen       |
| 1900 | 144 Personen       |
| 1910 | 107 Personen       |
| 1924 | 086 Personen       |
| 1933 | 072 Personen       |